# Карл Альбрехт
Карл Альбрехт (нім. Karl Albrecht; 1807—1863) — німецько-російський композитор, диригент і музичний педагог.

## Біографія
Народився 27 серпня 1807 року у Познані.
Початкову музичну освіту здобув у Вроцлаві, у 1823 році закінчив курс гармонії і контрапункту у відомого капельмейстера Йозефа Шнабеля.
У 1825 році вступив у міський театральний оркестр першим скрипалем; в 1835 році був запрошений репетитором хору в Дюссельдорфський театр під керівництвом Юліуса Ріца. Потім став самостійним диригентом оперної трупи, яка подорожувала різними містами Німеччини.
У 1838 році Альбрехт був запрошений в Санкт-Петербург, спочатку як диригент оркестру Драматичного театру, а згодом був призначений капельмейстером Німецької опери. Незабаром після цього він отримав місце капельмейстера в Російській опері. 27 листопада 1842 відбулася перша вистава опери М. І. Глінки «Руслан і Людмила» під керуванням Альбрехта. Оркестром Російської опери він керував до 1850 року.
У проміжках своєї капельмейстерської діяльності Альбрехт диригував усіма концертами того часу; з них відрізнялися симфонічні концерти придворної співочої капели і концерти Філармонічного товариства.
Як композитор Карл Альбрехт є автором трьох струнних квартетів, меси та музики до балету «Гірський дух», написаний ним в 1825 році.
У 1850 році Карл Францевич Альбрехт був призначений викладачем музики і співу в Гатчинському сирітському інституті, де і помер 24 лютого 1863 року.
Його сини Євген і Карл також пішли стопами батька, обравши музику своєю професією.